# Philippe Martin (homme politique, 1949)
Pour les articles homonymes, voir Philippe Martin et Martin.
Philippe Martin ou Philippe Armand Martin, né le 28 avril 1949 à Cumières (Marne) et mort le 5 novembre 2023 à Damery (Marne), est un homme politique français. Il est député de la 6e circonscription de la Marne entre 1993 et 2012, puis à la suppression de cette dernière, il est élu député de la 3e circonscription de la Marne.

## Carrière politique

### Élu local
Viticulteur de profession, Philippe Martin est conseiller municipal de Cumières, de 1977 à 1989, puis maire de cette ville de 1989 à 2008. Il est vice-président de la communauté de communes Épernay Pays de Champagne depuis 2001. À la suite des élections municipales de 2008, il est devenu adjoint au maire de Cumières.
Bien que constamment réélu maire de Cumières, il échoue à être élu conseiller général du canton d'Ay en 1994 et du canton d'Épernay-1 en 2004.

### Élection à l'Assemblée nationale
Philippe Martin se présente sous l'étiquette divers droite aux élections législatives de 1993 face au député sortant (depuis 1968) et maire UDF d'Épernay Bernard Stasi. Le député, pressenti pour devenir ministre de la Culture, est critiqué pour son éloignement du terrain et son manque de soutien au vignoble champenois. Même s'il est largement devancé au premier tour par Stasi (32,73 %), Martin réussit à se qualifier pour le deuxième tour avec 16,12 % des suffrages. Il est élu député de la 6e circonscription de la Marne à la surprise générale, avec une avance de 49 voix. Il a notamment bénéficié de reports du voix du Front national (15 % au premier tour), dont Stasi est l'une des bêtes noires.
À la suite de l'annulation du scrutin par le Conseil constitutionnel, il remporte de nouveau l'élection face à Stasi en décembre 1993, avec cette fois-ci une avance de 3 354 voix (54,97 % des suffrages). Si Stasi était soutenu par des personnalités telles Jacques Chirac ou Michel Rocard, Martin bénéficiait du soutien du RPR local.

### Député
Il est membre du groupe République et liberté à l'Assemblée nationale, avant de rejoindre le RPR, puis l'UMP en 2002.
Lors des élections européennes de 1994, Philippe Martin est candidat sur la liste de Philippe de Villiers contre « Maastricht, le GATT et Schengen », en tant que représentant « des élus contre les appareils centristes », après sa victoire face à Bernard Stasi. La liste, officiellement intitulée « Liste de la majorité pour l'autre Europe », rassemble 12,33 % des suffrages et permet à Philippe Martin — en cinquième place — d'être élu député européen. Membre du Parlement européen de 1994 à 1999, il siège notamment à la Commission de l'agriculture et du développement rural. Politiquement, il est d'abord rattaché au MPF et au groupe pour l'Europe des nations avant de rejoindre le RPR et l'Union pour l'Europe en 1996,.
Malgré son élection étriquée en 1993, Philippe Martin apparaît comme favori à l'approche des élections législatives de 1997 ; Bernard Stasi n'étant pas candidat. Au premier tour, il rassemble 27,73 % des voix devant la candidate des Verts Marie-Angèle Klaine (19,67 %), le frontiste Jean-Paul Caillez (17,73 %), le communiste Raymond Galataud (13,35 %) et le maire UDF dissident d'Orbais-l'Abbaye Pierre-Yves Jardel (12,97 %). Dans un contexte national favorable à la gauche, il est réélu avec une avance réduite (52,14 %) face à la conseillère municipale d'Épernay. Cinq ans plus tard, il manque de peu l'élection au premier tour (47,76 %) et bat à nouveau Marie-Angèle Klaine au second tour avec plus de 62 % des voix. En 2007, il l'emporte dès le premier tour, avec 51,72 % des suffrages exprimés.
À la suite du redécoupage des circonscriptions de 2010, la sixième circonscription de la Marne est supprimée. Philippe Martin se présente dans la troisième circonscription qui reprend l'essentiel de la sixième circonscription. Il est concurrencé à droite par Franck Leroy, maire d'Épernay et ancien directeur de cabinet de Bernard Stasi, tandis que la gauche apparaît divisée. Quelques jours avant les législatives, le député concède dans une interview qu'il ne pense pas être réélu au premier tour, contrairement à 2007, mais se montre néanmoins confiant pour le second tour. Au soir du premier tour, il arrive en tête avec 32,76 % des voix, devançant le candidat EELV-PS Eric Loiselet (24,97 %) et Frank Leroy, qui n'arrive qu'en quatrième position (10,78 %) derrière le FN (15,54 %). Il est réélu au second tour en réunissant 55,78 % des suffrages.
Il fait partie du groupe UMP et est coprésident de l'Association nationale des élus de la Vigne et du vin (ANEV).
Il soutient la candidature de François Fillon pour la présidence de l'UMP lors du congrès d'automne 2012 puis lors de la primaire présidentielle des Républicains de 2016.
En juillet 2016, Martin annonce être candidat à sa réélection en 2017. Il renonce cependant à se représenter, pour des raisons personnelles.

## Mort
Philippe Martin meurt le 5 novembre 2023 à l'âge de 74 ans.

## Mandats

### Anciens mandats
- 18/03/1977 - 19/03/1989 : Conseiller municipal de Cumières
- 19/03/1989 - 18/06/1995 : Maire de Cumières
- 02/04/1993 - 06/10/1993 : Député
- 13/12/1993 - 21/04/1997 : Député
- 19/07/1994 - 20/07/1999 : Député européen
- 25/06/1995 - 18/03/2001 : Maire de Cumières
- 01/06/1997 - 18/06/2002 : Député
- 19/03/2001 - 16/03/2008 : Maire de Cumières
- 19/03/2001 - 16/03/2008 : Vice-président de la CCEPC
- 19/06/2002 - 09/06/2007 : Député de la 6e circonscription de la Marne
- 20/06/2012 - 20/06/2017 : Député de la 3e circonscription de la Marne

### Mandats actuels
- Adjoint au maire de Cumières
- Vice-président de la CCEPC

## Homonymie et confusion
À ne pas confondre avec son homonyme Philippe Martin, député du Gers et ancien ministre de l'écologie.
Cette confusion fut d'ailleurs l'objet d'une méprise de la part du groupe parlementaire UMP en avril 2008, qui donna l'occasion au député PS Philippe Martin de faire une étonnante révélation au palais Bourbon, alors que les députés débattaient à propos de l'examen du projet de loi sur les OGM : « On sent que c'est un texte sur lequel le groupe UMP est en difficulté. Je vais vous en faire la démonstration, je vais vous l'expliquer. Il se trouve que je m'appelle Philippe Martin comme un collègue qui s'appelle également Philippe (Armand) Martin. De ce fait, depuis deux jours, je suis victime d'une « contamination » de ma messagerie internet par le groupe UMP. Et voilà le texte que je reçois du groupe UMP : Bonsoir, le groupe est en difficulté, il n'y a pas assez de députés UMP sur les bancs. Aussi pourriez-vous vous rendre dans l'hémicycle le plus rapidement possible ? ».
« Je réclame de la même manière qu'on puisse avoir un monde sans OGM, je veux pouvoir légiférer sans UMP », a conclu le député du Gers, sous les rires et les applaudissements de l'assistance.